# Wallenborn
Wallenborn ist eine Ortsgemeinde im Landkreis Vulkaneifel in Rheinland-Pfalz. Sie gehört der Verbandsgemeinde Daun an.

## Geographie
Der Ort liegt in der Vulkaneifel ca. 10 km Luftlinie oder 12 Straßenkilometer südwestlich von Daun an der Bundesstraße 257.

## Geschichte
Die erste Erwähnung des Ortes unter dem Namen „Wallenburne“ findet sich ein einer Urkunde vom 20. Juli 1225, in der Gerhard von Blankenheim der Abtei Himmerod ein Stück geschenkten Stückes Land bestätigt.
Bis Ende des 18. Jahrhunderts lag Wallenborn als Enklave im kurtrierschen Amt Manderscheid, war aber reichsritterschaftlich und gehörte dem Herzog von Aremberg und dem Freiherrn von Zandt gemeinschaftlich.
Bevölkerungsentwicklung
In nachfolgender Tabelle die Entwicklung der Einwohnerzahl von Wallenborn, die Werte von 1871 bis 1987 beruhen auf Volkszählungen:
| Jahr | Einwohner |
| ---- | --------- |
| 1815 | 223       |
| 1835 | 293       |
| 1871 | 315       |
| 1905 | 375       |
| 1939 | 427       |
| 1950 | 434       |

| Jahr | Einwohner |
| ---- | --------- |
| 1961 | 447       |
| 1970 | 456       |
| 1987 | 491       |
| 2005 | 484       |
| 2011 | 428       |
| 2017 | 429       |

## Politik

### Bürgermeister
Günter Mehles wurde 2014 Ortsbürgermeister von Wallenborn. Bei der Direktwahl am 26. Mai 2019 wurde er mit einem Stimmenanteil von 85,94 % für weitere fünf Jahre in seinem Amt bestätigt. Er wurde im Juni 2024 wiedergewählt.
Mehles Vorgängerin Madlene Steffes war 2014 aus beruflichen Gründen nicht erneut angetreten.

### Wappen
| Wappen von Wallenborn | Blasonierung: „Unter einem Schildhaupt, das mit neun zur Mitte hin ansteigenden Bogen von Blau und Silber geteilt ist, in Rot ein nach unten gewendeter silberner Pfeil, vorne begleitet von einer goldenen Mispel mit blauem Butzen, hinten von einem goldenen, gekrönten Löwenkopf.“ |
| Wappen von Wallenborn | Wappenbegründung: Die neun zur Mitte hin ansteigenden Bogen sollen den Wallenden Born symbolisieren, der dem Ort seinen Namen gegeben hat. Der silberne Pfeil steht für den Ortspatron, den hl. Sebastian. Mispel und gekrönter Löwenkopf erinnern an zwei Herrschaften von Wallenborn: die Zandt von Merl, die in ihrem Wappen drei gekrönte Löwen führten, und die Herrschaft von Arenberg mit drei Mispeln im Wappen. |

## Kultur und Sehenswürdigkeiten

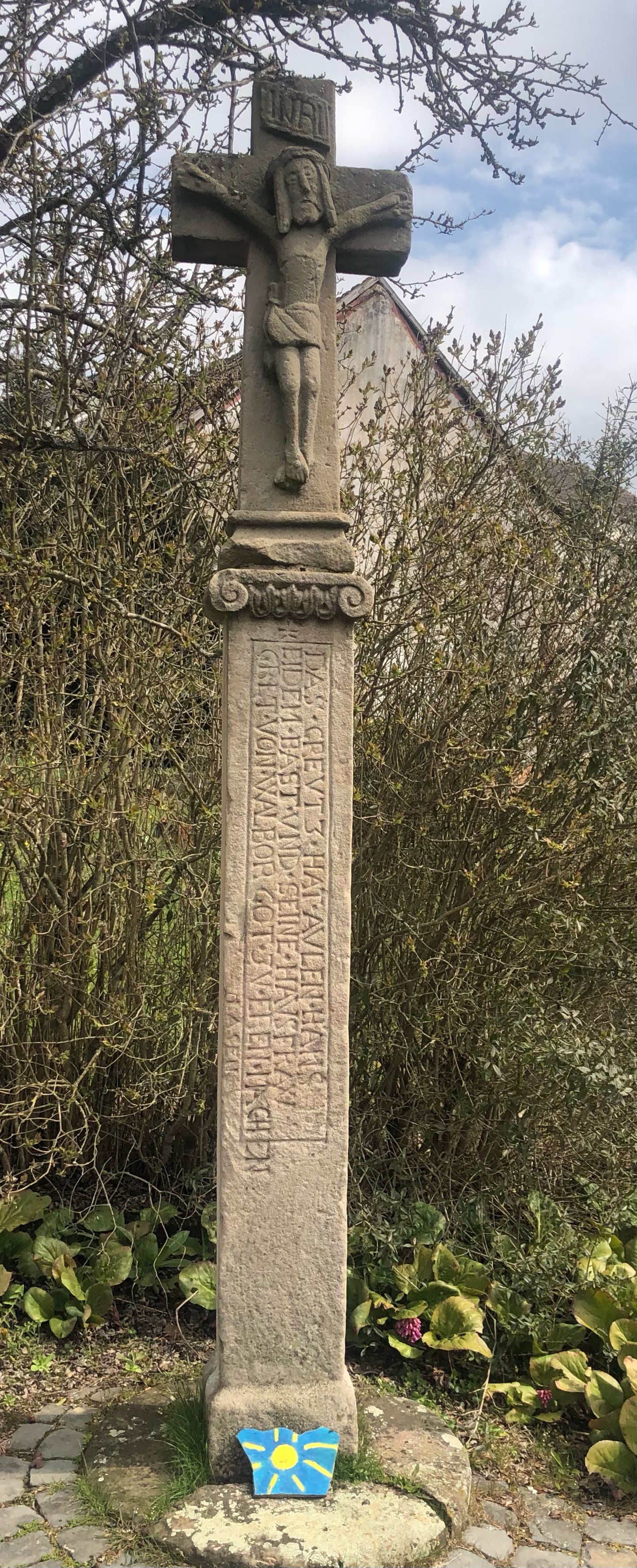
Wegekreuz an der Hauptstraße

### Kulturdenkmäler
In Wallenborn befinden sich einige unter Denkmalschutz gestellte Kulturdenkmäler:
- Katholische Filialkirche St. Sebastian: Ein Saalbau aus dem Jahr 1814, 1951 erweitert; auf dem Kirchhof befindet sich ein Wegekreuz aus Sandstein aus dem Jahre 1684.
- Wegekreuz: Aus Rotsandstein aus der ersten Hälfte des 17. Jahrhunderts; es handelt sich um ein Schaftkreuz des sogenannten Kyllburger Typs, das sich in der Hauptstraße befindet.
- Wegekreuz mit der Jahreszahl 162[0] in der Weidenbacher Straße.
- Ein Bildstock mit einem Steinrelief der Vierzehn Nothelfer von 1812 steht in der Weidenbacher Straße.

### Naturdenkmale
- Wallender Born: Die Hauptsehenswürdigkeit des Dorfes ist eine Mofette namens „Wallender Born“, im Volksmund auch Brubbel genannt, die zu einem aktiven Kaltwassergeysir aufgebohrt wurde. Er bricht ca. alle 30 Minuten aus und kann eine Höhe von 4 m erreichen.[11]

## Verkehr
- Straße: An Wallenborn vorbei verläuft die Bundesstraße 257.
- Bus/Bahn:  Wallenborn liegt im Verkehrsverbund Region Trier. Die Buslinie 523 der Rhein-Mosel-Verkehrsgesellschaft bietet wochentags einige Verbindungen zum Bahnhof Gerolstein an der Eifelstrecke Köln–Trier sowie eine tägliche Verbindung zur Stadt Daun.

## In Wallenborn geboren
- Johannes Klassen (1904–1957), Domkapellmeister in Trier (1934–1957)[12]
- Klaus Fischbach (1935–2017), Kirchenmusiker
- Elvira Garbes (* 1955/56), seit 2018 Sozialdezernentin von Trier[13]